# Innehållsdeklaration

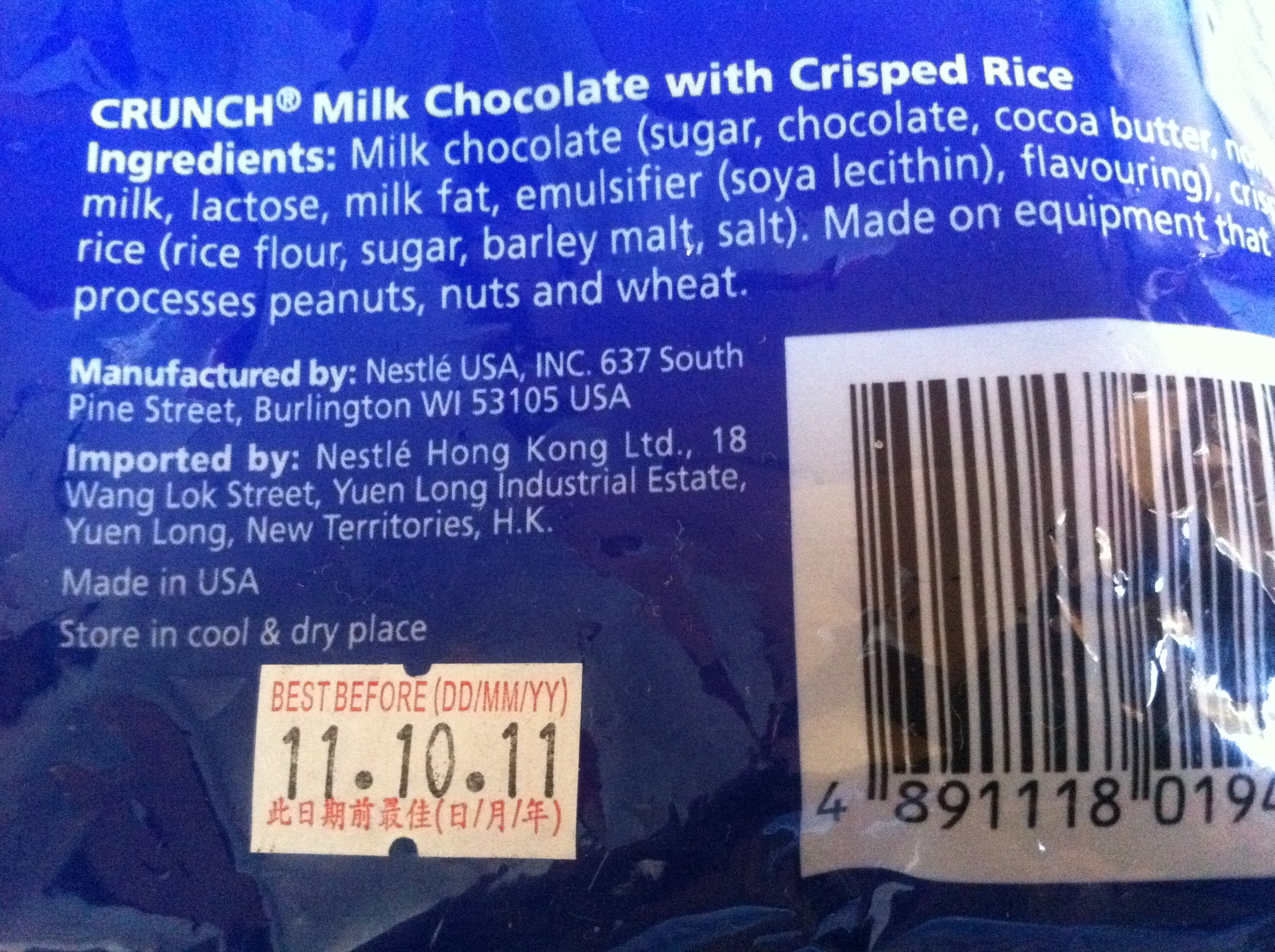
Överst en innehållsdeklaration på engelska.

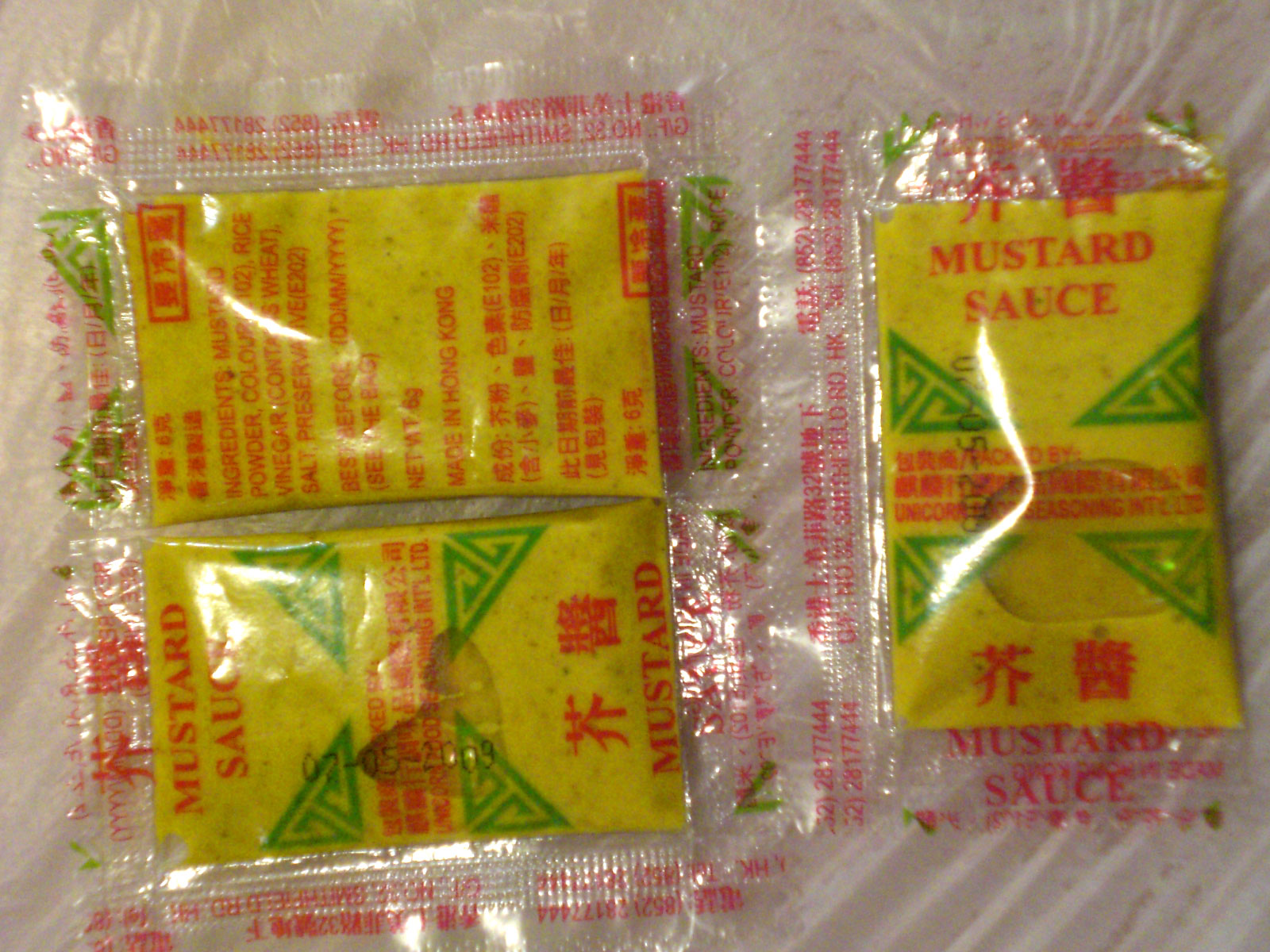
Förpackning med innehållsdeklaration.

En Innehållsdeklaration listar innehållet i bland annat livsmedel och kemikalier. Den ingrediens som förekommer till störst andel i produkten skall listas först, och övriga ingredienser i fallande ordning (med vissa undantag). 

## Livsmedel
Alla livsmedel som säljs i Sverige måste enligt lag ha en medföljande innehållsdeklaration där alla ingredienser listas. Det finns dock undantag. Ingredienser behöver ej anges om varan uppfyller vissa villkor, som till exempel färska frukter och grönsaker som ej skalats eller delats, kolsyrat vatten och varor som består av en enda ingrediens. Ofta kompletteras innehållsdeklarationen med näringsvärde innehållande andelen näringsämnen, som exempelvis fett, kolhydrater, proteiner, vitaminer och viktiga spårämnen. Ämnen som är starkt allergiframkallande, allergener, måste tydligt skrivas ut, så att dessa kan undvikas. Exempel på sådana kan vara: ägg, nötter, laktos och gluten. Avsaknad av sådana ämnen kan även återfinnas i varans namn till exempel glutenfritt bröd.

## Kosmetika
Ingredienser som utgör mindre än en procent av innehållet listas i valfri ordning efter övriga ingredienser. Inom EU (liksom USA och Kanada) har man bestämt att en innehållsförteckning ska se lika ut i alla länder. Därför använder man sig av en förteckning över gemensamma namn på ämnen, kallad INCI (International Nomenclature of Cosmetic Ingredients). För allergiker är denna lista särskilt viktig för att kunna undvika ämnen som de är allergiska mot.
Sökning efter olika ämnen påverkas av att stavningen kan vara olika i amerikansk engelska och brittisk engelska, t.ex. color/colour, sulfur/sulphur. I INCI-listan gäller amerikansk stavning.